# Карпошово въстание
Бунтът или Въстанието на Карпош е българско антиосманско въстание, избухнало в централните Балкани през октомври 1689 година. През същия период избухват още няколко въстания на Балканите. Предводителят на бунта Петър Карпош е роден, може би, в кумановското село Войник. В много ранна възраст той бяга от дома си към Влахия, но скоро след това става пословичен хайдук в Родопите. След като армията на Свещената Римска империя навлиза на Балканите, Карпош се премества в района на Знеполе и организира антиосманска съпротива. Освен от османотурски извори за въстанието в западната научна литература се говори едва от 1830 г., когато Йозеф фон Хамер издава съчинението си „История на Османското царство“.

## Предпоставки: Голямата турска война (1683-1699)
През 1683 година е създадена Свещена Лига на Австрия, Полша, Венеция и по-късно Русия, за да устои на Османската империя. Последната е победена в битката за Виена през 1683 г. и е принудена да се измъкне бързо от Централна Европа. Около 10 000 демобилизирани османски войници плячкосват Балканите, а Високата порта е принудена да увеличи данъчната тежест. Поражението и хаотична ситуация в Османската империя е създала широки социални смущения в централната част на Балканите, особено в регионите Скопие и Ниш, където се създават предпоставки за бунт. Показателен в това отношение е султански ферман от лятото на 1686 г. до висшите служители от левия ръкав на Румелия, в който се говори за зачестилите действия на хайдутите по пътищата. Сред многобройните османотурски документи от това лято особено впечатление прави едно нареждане до кадиите на Костур и Хрупище, в което се казва, че са се събрали 4 до 5 байрака по 100 до 200 хайдути, които се движат открито, нападат села и градове, грабят, вземат хора в робство и че вече е станало трудно да се събират държавните данъци. През февруари 1687 г. австрийският император Леополд I изпраща манифест до цариградския патриарх Калиник II с молба да подбуди християнските народи на Балканите да се надигнат против турците и да застанат на страната на Австрия: 
| „ | всички народи, които живеят в Албания, Сърбия, Мизия, България, Силистрия, Илирия, Македония, Расция, да подкрепят австрийците против Турция и с оръжие да се дигнат | “ |

. През 1688 г. австрийските власти решават да пренесат военните действия на територията на Балканския полуостров и на 6 август австрийската войска преминава Сава. На 8 септември Белград е в австрийски ръце, последван от Бръчко, Шабац, Баня Лука и Смедерево. Тежките поражения на османските войски вдъхват на местните християни вярата, че часът за освобождение е настанал. В продължение само на няколко години в българските земи избухват редица въстания, а широк размах получава и хайдушкото движение. На 25 октомври през следващата 1689 година австрийският клон на Свещената Лига под ръководството на генерал Пиколомини, достигна равнините на Скопие и е посрещнат с възторг от местните жители. В същия ден, Пиколомини започва отстъпление и на 26 октомври подпалва града. В писмо до своя главнокомандващ, Пиколомини пише:
| „ | Градът Скопие е голям кажи-речи колкото Прага. Той е без зидове и ровове. Намерих го изоставен и лишен от всички скъпоценности, но богато снабден със стоки. | “ |

Скопие гори цели два дни, разрушен е в огъня, като някои смятат, че Пикколомини прави това поради невъзможността на своите войски да окупират и управляват град толкова далеч от своя щаб. В това време, като други източници твърдят, че той извършва това с цел да се предотврати разпространението на инфекциозни заболявания.
Австрийците достигат Щип, където на 10 ноември 1689 година успешно отблъскват османски войски и отново палят града. Няколко дни по-късно срещу Тетово са изпратени доброволци албански католици, които разбиват 600 турци и пленяват добитък. На 20 декември от Прищина към Велес се отправя смесен австрийско-сръбски отряд, предвождан от капитан Саноски. Велес е ограбен и запален, но на връщане отрядът е нападнат от еничари и Саноски загива.

## Въстание
В контекста на тези събития и по подобие на Търново и Чипровци, през октомври 1689 година избухва въстание в Кюстендилски санджак – в района между Кюстендил, Пирот и Скопие. Според турския историк Силяхдар Фъндъклъ Мехмед Ага, а също и хронистите Рашид и Дефтердар въстаническият лидер с псевдоним Карпош първоначално е войвода в близост до Доспат в съвременна България. Още през лятото на 1689 година, надявайки се на помощта на австрийските войски, хайдути и войнуци водени от Страхил войвода, вдигат оръжие в района на Северна Тракия между Пловдив и Пазарджик. За да устоят срещу Страхиловия бунт, османците назначават Карпош за главнокомандващ на християнските помощни сили в района между София, Велес, Дойран, Кюстендил и Неврокоп. Въпреки това, той преминава на страната на противника и завладява Крива Паланка - крепост на Османската империя с шест оръдейни топа, която той е прави свой център. Бунтовниците укрепват и осигуряват втора отправна точка близо до Куманово. Не е ясно дали австрийците действително оказват помощ на въстаниците. Според съвременните Османски хроники и местните легенди, Карпош е известен като „кралят на Куманово“, титла, възложена на него император Леополд I, който му изпраща красив калпак като подарък в знак на признание. Вероятно е това да има съществено символично значение: от една страна Карпош влиза във васални отношения към австрийския император; от друга страна получава власт от същия този император. Според хронистът Мехмед Рашид:
| „ | През последните няколко години се появил и някой си проклетник, наречен Карпош, който водейки се с хайдути разбойници се провъзгласил за крал на Куманово и на неговото искане императорът на Австрия му изпратил калпак. Около него се били насъбрали голям брой хайдути отметници и много рая неверници | “ |

.
Действията на хайдутите на Карпош засягат обширния район от София до Пирот и Ниш и сериозно застрашават османския тил преди решителната битка за Ниш. Мехмед не успява да се справи с поставената му задача и след 20 дни е издадени са две султански заповеди към кадиите и мартолосбашията да се залови и ликвидира Карпош. Тъй като не постигат това, след падането на Ниш османската администрация, по препоръка на началника на еничарите Коджа Махмуд ага, опитва да подмами Карпош на своя страна, като го опрощава и назначават за мартолосбашия в каазите Кюстендил, Сирищник и Радомир, а са му обещани и каазите Щип, Радовиш, Велес, Дойран, Серес, Аврет Хисар, Неврокоп, Разлог, Петрич и Мелник. Не подлежи на съмнение фактът, че Карпош не приема и това предложение на султанските власти. По същото време в началото на октомври 1689 г. става ясно, че настъплението на австрийците ще бъде предприето в две посоки: на север към Видин, и на юг – към Скопие. Счита се, че войводите Страхил и Карпош действат в състава на източното крило от армията на Пиколомини, което воюва в направлението Лесковац – Враня – Крива Паланка – Куманово.

## Потискане на бунта
Положението на бунтовниците не е много добро, особено след военните и политически завои, които изиграват решаваща роля в съдбата на въстанието. Първата стъпка, предприета от османската власт в региона е да потуши бунта и да експулсира на австрийската армия от османска територия. За това османците наемат услугите на кримския хан Селим I Гирай. Военният съвет, които се среща в София на 14 ноември 1689 година решава да атакува бунтовниците през Кюстендил. Но преди това да може да направи, те трябва да си осигурят Крива Паланка. Когато се откриват, че ще бъдат нападнати, въстаниците подпалват Крива Паланка и концентрират силите си в новата крепост Куманово. Бунтовниците бързо са потиснати от числено превъзхождащите ги османски сили и укреплението е завзето. Когато битката свършва всички бунтовници, които оказват съпротива, са убити. Карпош и останалите са взети в плен в Скопие. Смята се, че Петър Карпош е екзекутиран през първите дни на декември 1689 година на историческия Каменен мост в Скопие.

## Последици
Карпошовото въстание, продължило около шест седмици, е потушено от турско-татарската контраофанзива през втората половина на декември 1689 г. При своето настъпление турско-татарската войска освобождава заловените в плен австрийци и унгарци, но избива християнските бунтовници, а жените и децата им заробва. За бунтовниците, които са оцелели в битките няма друго спасение от османското правосъдие, освен да напуснат Балканите. Много бягат на север отвъд Сава и Дунав. Счита се, че попадналите в Австрия въстаници, след седемдесет години мигрират в Руската империя, днешна Украйна, където остават на военна служба. Там по-късно е сформиран т.нар. Македонски хусарски полк. Опустелите райони на Балканите по-късно са заселени с албанци.
На 26 април 1690 година Леополд I издава втори манифест, с който взема под защита македонския народ. Инициатори на неговото издаване са влахът Марко Крайда от Кожани и Димитри Попович от Солун. Следва да се има предвид, че чуждестранните пътешественици, посетили Македония по онова време твърдят, че населението ѝ се състои основно от българи, както и от гърци, евреи, сърби, власи и турци. На 31 май 1690 императорът издава трети манифест, с който разширява опеката си над народите на България, Сърбия и Албания. Посочените земи остават провинции на Османската империя и манифестите на австрийския монарх нямат практически ефект след Карловацкия мирен договор.

### Свързани въстания
Освен Търновското и Чипровското, надеждата за прогонването на османците разпалва и няоколо други въоръжени борби:
- Балчо войвода – през лятото на 1689 г. хайдушки или войнушки главатар, секбанбашия, се рашетва из кааза Татарпазарджик, а хората от войнушките селища Панагюрище, Копривщица, Мечка и Поибрене подпомагат неговите действия. Той продължава да е търсен от закона и 18 години по-късно, когато името му се появява в една султанска заповед от края на януари 1708 г. до джизиедаря на Видин Елхадж Мехмед, до диздаря на Белоградчик и до забитите на крепостните гарнизони в тези градове, от които се изисква Балчо и сподвижникът му Алагьоз, установили се в санджака Аладжа Хисар да се издирят и заловят.

- Марино въстание – Според османотурски документ от 1687 г. по-голямата част от християнското население на нахията Мариово са хайдути и харамии, които се бунтуват, развяват знамена, нападат къщите в селата и градовете, убиват хора, ограбват имоти. Със случая се занимава самото султанско правителство и наредило на кадията на Прилеп бунтовниците да бъдат заловени и наказани. Според сведения на западни автори от юни 1690 г. в района на планините над Битоля действуват около 5000 души, които нанасят големи щети на турците, а около Щип друга група от около 1000 души също нападат градове и села, убиват турци и им причиняват големи материални щети.

- Иво Щипянец,
- Опит за бунт в Североизточна България,
- Бунт в Северозападна България.

## Наследство
Карпош днес носи името една от 10-те общини, които съставляват град Скопие, столицата на Северна Македония.
Християн Тодоровски-Карпош, югославски комунист и македонски партизанин по време на Втората Световна Война, приема нелегално партизанско име също в чест на въстаника.
Карпошовият площад пред Каменния мост от другата страна на площад Македония на Скопска чаршия носи името на Карпош. 

## Допълнително четиво
- Петър Петров, проф. д-р „Карпошовото въстание (1689 г.)“, Македонски Научен Институт; Македонска Библиотека No 25; София, 1994